# لواگا
لواگا (به فرانسوی: Loaga) شهری در شهرستان پوا در استان بولکیمده در بورکینافاسوی غربی مرکزی است جمعیت آن ۴۸۷۳ نفر است.